# Villa di Patti
La villa romana di Patti è una residenza extraurbana di epoca romana, che si trova a Patti, comune italiano della città metropolitana di Messina in Sicilia.
Nel corso degli anni settanta due importanti scoperte hanno gettato nuova luce sulla realtà del latifondo tardo romano, consentendo di collocare in una più chiara prospettiva storica anche la grande villa del Casale di Piazza Armerina. Grandioso esempio di villa suburbana rinvenuta lungo lo sviluppo dell'attuale Strada Statale 113, verosimilmente come altri insediamenti coevi, insistente a ridosso del primitivo tracciato della Consolare Valeria sulla tratta viaria Messana - Mylae - Týndaris - Pactae o Pactis - Alesa Arconidea - Cephaloedium - Thermae Himerae - Panormos - Drepanon.

## Storia

### Epoca romana
Le fonti storiche riconducono ad un evento sismico, tra quelli documentati in quel periodo, come causa che in epoca romana determinò un'improvvisa interruzione per probabile distruzione. In epoca romana la costruzione o l'espansione dell'edificio si arrestò, attribuendo l'evento al terremoto di Creta del 365 descritto dallo storico romano Ammiano Marcellino, avvenimento comune alla parziale demolizione della vicina villa romana di San Biagio, e alla devastante frana che determinerà il collasso e conseguente sprofondamento della città di Tindari, e al tramonto della civiltà legata alla fiorente Colonia Tyndaritana ad essa collegata.

### Epoca contemporanea
La villa romana di Patti è stata scoperta nel 1973, durante i lavori di costruzione di un tratto d'autostrada, quando due piloni hanno distrutto parte del lato nord della villa a 6 km di distanza da Tindari. Anche se le operazioni di scavo sono tuttora in corso e molti vani attendono di essere scavati fino al livello del pavimento, la configurazione generale della villa è piuttosto chiara.

## Villa
La parte esplorata corrisponde al nucleo centrale della villa, con al centro una corte a peristilio intorno alla quale ruota la zona residenziale della villa. I vani maggiormente rappresentativi, tipici dell'edilizia privata tardoantica, sono costituiti dall'aula absidata, che si apre al centro dell'ala ovest e dal triconco, vero punto focale dell'ala sud, che dal peristilio guarda verso il mare. Il mosaico dell'aula absidata è andato distrutto, nonostante le pavimentazioni del peristilio e quelli del triconco non siano in ottimo stato di conservazione sono comunque distinguibili varie figure tipiche dei mosaici risalenti al periodo storico.
Il mosaico del peristilio consiste in una griglia di pannelli quadrati inseriti in una cornice continua di ghirlande d'alloro arricchite da motivi ornamentali e floreali. Il mosaico del triconco presenta medaglioni circolari e ottagoni dai lati curvilinei includenti protomi animali. Il livello non elevatissimo tanto del disegno quanto della policromia sembrano indicare nel mosaico il prodotto di un'officina siciliana piuttosto che africana. Ulteriori risultati delle indagini di scavo saranno fondamentali per definire con maggior precisione la cronologia della villa che, sorta nel IV secolo, fu distrutta da un violento terremoto intorno al 400.
Successivamente al sisma, in età bizantina, tra VI e VII secolo, i resti della villa furono in parte riabitati, e ristrutturati: a questa fase insediativa appartengono una serie di tombe a fossa in muratura. Sia i corredi sia i materiali ceramici e numismatici dei corrispondenti livelli abitativi consentono di definire un protrarsi dell'abitato almeno sino al X secolo.

### Ambienti privati
- Portico esterno (NNW):
- Ingresso:

- Giardino porticato: Peristilium e portico:
- Sala tricora o triclinium (S):
- Sala absidata (E):
- Ambiente con mosaico della Medusa:
- Tablinium con mosaico di Bacco:

### Impianto termale
- Impianti termali (NNE):
- Sepolture bizantine: manufatti ritrovati nell'area delle terme. I corredi funebri sono esposti nell'antiquarium.

### Ambienti di servizio
- Nucleo residenziale destinato alla servitù:

## Antiquarium
Il piccolo antiquarium aperto nel gennaio 2001, offre delle testimonianze di cultura materiale delle varie fasi abitative della villa, soprattutto le diverse classi ceramiche, quali terra sigillata africana e di altre fabbriche, lucerne, ceramica da cucina, ceramica comune di diverse tipologie, anfore, dolii ecc., ma anche terrecotte figurate e, fra le altre classi di manufatti, oreficerie, monete, una tessera da circo a rilievo in bronzo etc. Sono anche esposti manufatti in marmo di particolare pregio dalle decorazioni, soprattutto architettoniche, della villa del IV secolo e di quella precedente: mensole architettoniche, un capitello corinzieggiante, una lastra con figurazione a rilievo (una donna e una Nike che compie una libagione presso un altare), un altorilievo con una figura panneggiata in trono, un torso maschile ecc. L'esposizione è didatticamente arricchita da pannelli con planimetrie delle varie fasi della villa e ricca documentazione fotografica.